# Andris Naudužs
Andris Naudužs (Dobele, 5 de setembre de 1975) és un ciclista letó, ja retirat, que fou professional entre el 2000 i el 2005. En el seu palmarès destaca el Campionat nacional en ruta de 2003 i el Giro de la Província de Reggio de Calàbria de 2004.
Durant la seva carrera esportiva va prendre part en dues edicions dels Jocs Olímpics d'estiu, el 2000 i el 2004. En ambdues ocasions abandonà la cursa en ruta.

## Palmarès
- 1995
  - Vencedor d'una etapa a la Volta a Polònia
- 1996
  - Vencedor d'una etapa a la Cursa de la Solidaritat Olímpica
- 2000
  - 1r al Tour del llac Léman
  - Vencedor de 4 etapes a la Volta a Colòmbia
- 2001
  - 1r a la Stausee-Rundfahrt Klingnau
  - Vencedor d'una etapa a la Volta al Táchira
- 2002
  - 1r al Tour del Senegal i vencedor de 3 etapes
  - Vencedor de 2 etapes a la Volta a Bulgària
- 2003
  -  Campió de Letònia en ruta
  - Vencedor d'una etapa a la Dookoła Mazowsza
- 2004
  - 1r a la Stausee-Rundfahrt Klingnau
  - 1r al Giro de la Província de Reggio de Calàbria
- 2005
  - 1r al Circuit de Lorena i vencedor d'una etapa

### Resultats al Giro d'Itàlia
- 2003. No surt (10 etapa)
- 2004. 106è de la classificació general